# Jhalrapatan
 (mars 2025).
Si vous disposez d'ouvrages ou d'articles de référence ou si vous connaissez des sites web de qualité traitant du thème abordé ici, merci de compléter l'article en donnant les références utiles à sa vérifiabilité et en les liant à la section « Notes et références ».
Jhalrapatan (en hindî : झल्रपाटन) est une ville du district de Jhalawar, située au sud de l'État du Rajasthan en Inde.

## Démographie
Lors du recensement de la population de 2001, Jhalrapatan comptait 30 112 habitants (52 % d'hommes et 48 % de femmes). Le taux d'alphabétisation s'élevait à 69 %, supérieur à la moyenne nationale qui était de 59,9 %.

## Histoire
Il semblerait que Jhalrapatan tire son nom du clan râjput des Jhala, qui régna sur la région jusqu'à son intégration à l'Union indienne en 1948.
Jhalrapatan est surnommée la « Cité des cloches » en raison du son produit autrefois par les cloches des nombreux temples bâtis dans la ville, dont il ne reste aujourd'hui que des ruines.
Quelques temples ont cependant subsisté, comme le temple temple Padam Nath (hi), dédié au dieu Sūrya et datant du Xe siècle, considéré par l'architecte James Fergusson comme l'un des joyaux architecturaux de l'Inde et dont la statue de Sûrya est l'une des mieux conservées du pays. On peut également y admirer le temple Shantinath, un sanctuaire jaïn du XIIe siècle.

## Galerie

Temple Padam Nath
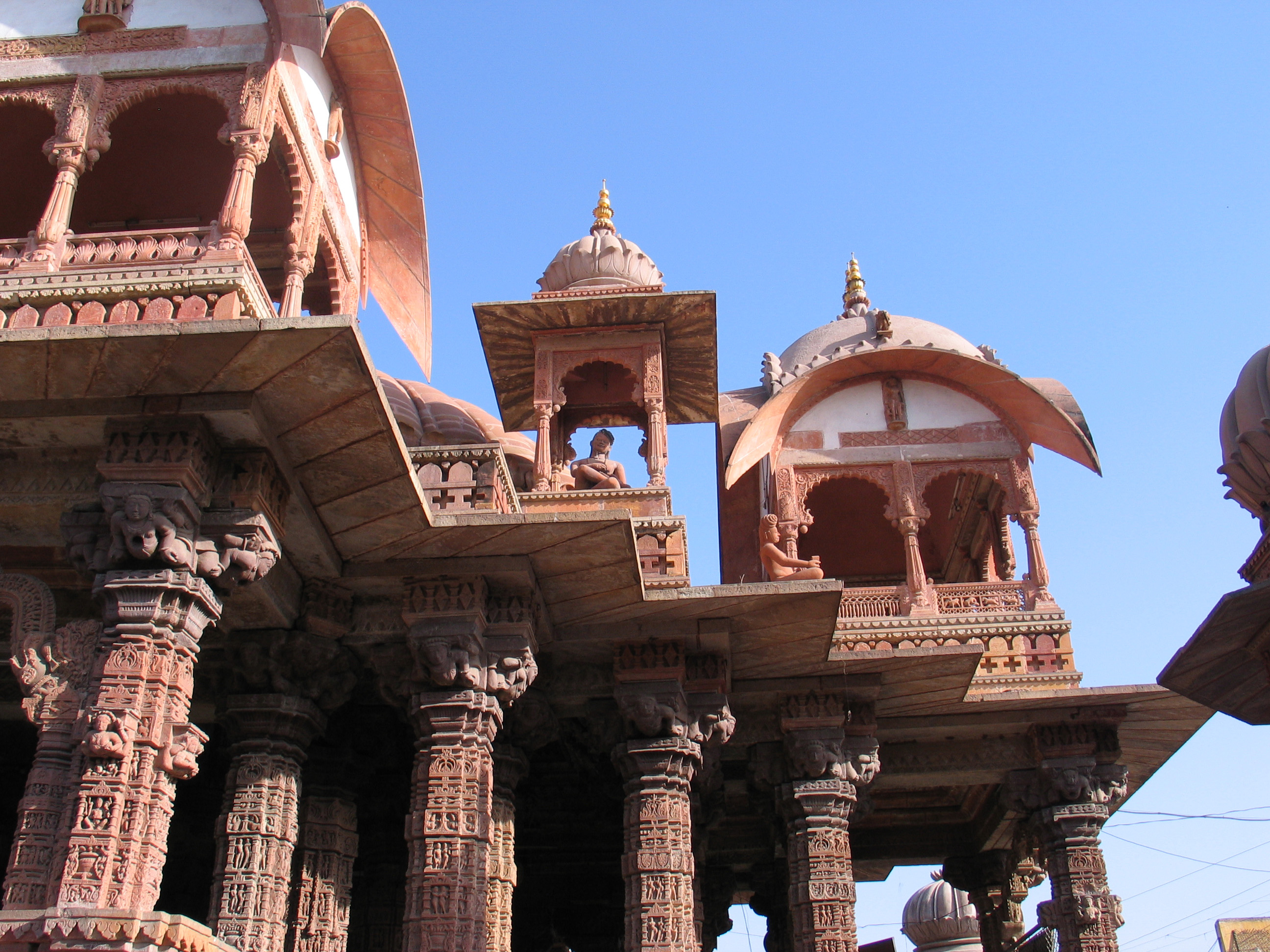
Temple Padam Nath (hi)
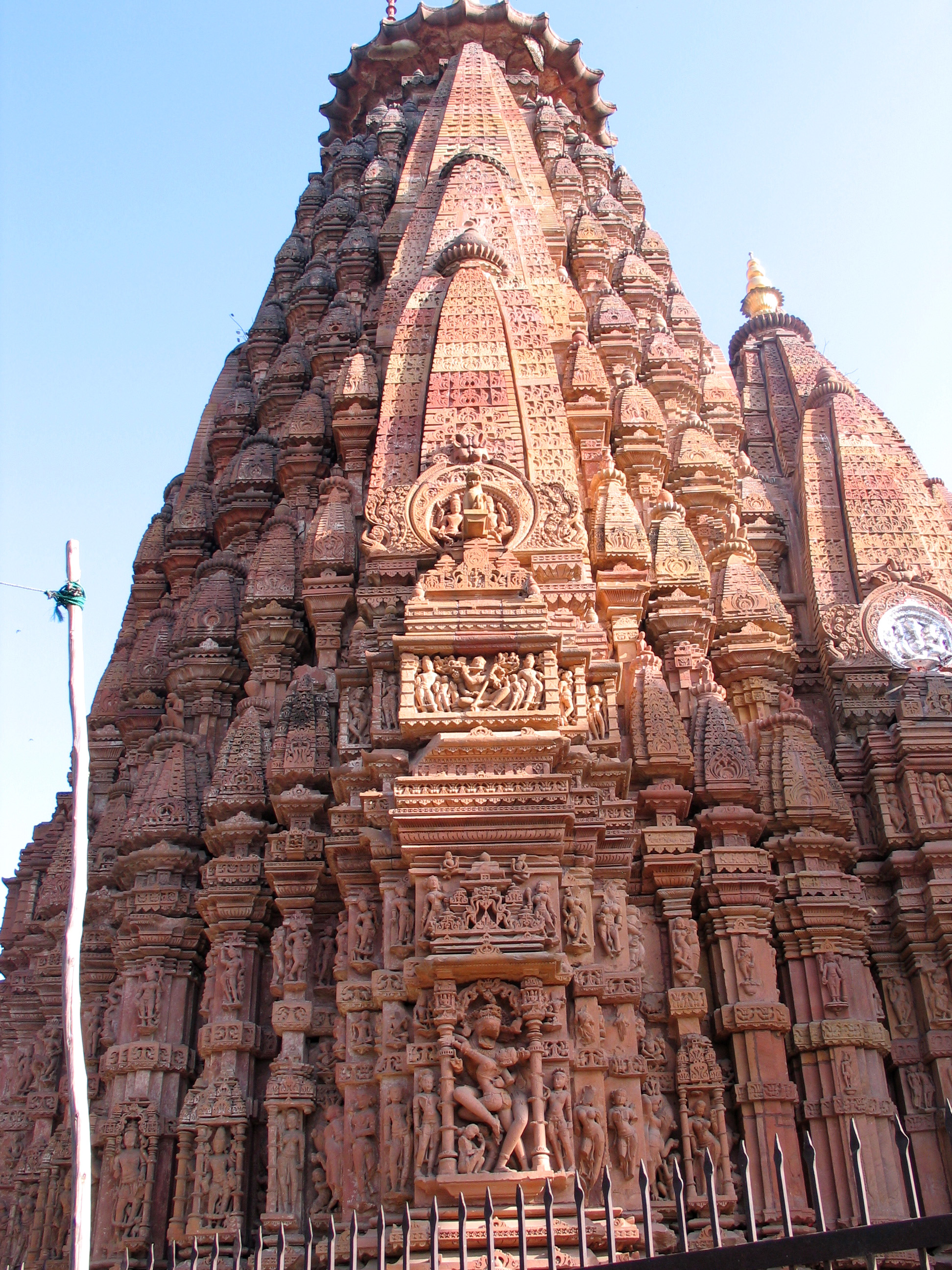
Sikhara du temple Padam Nath
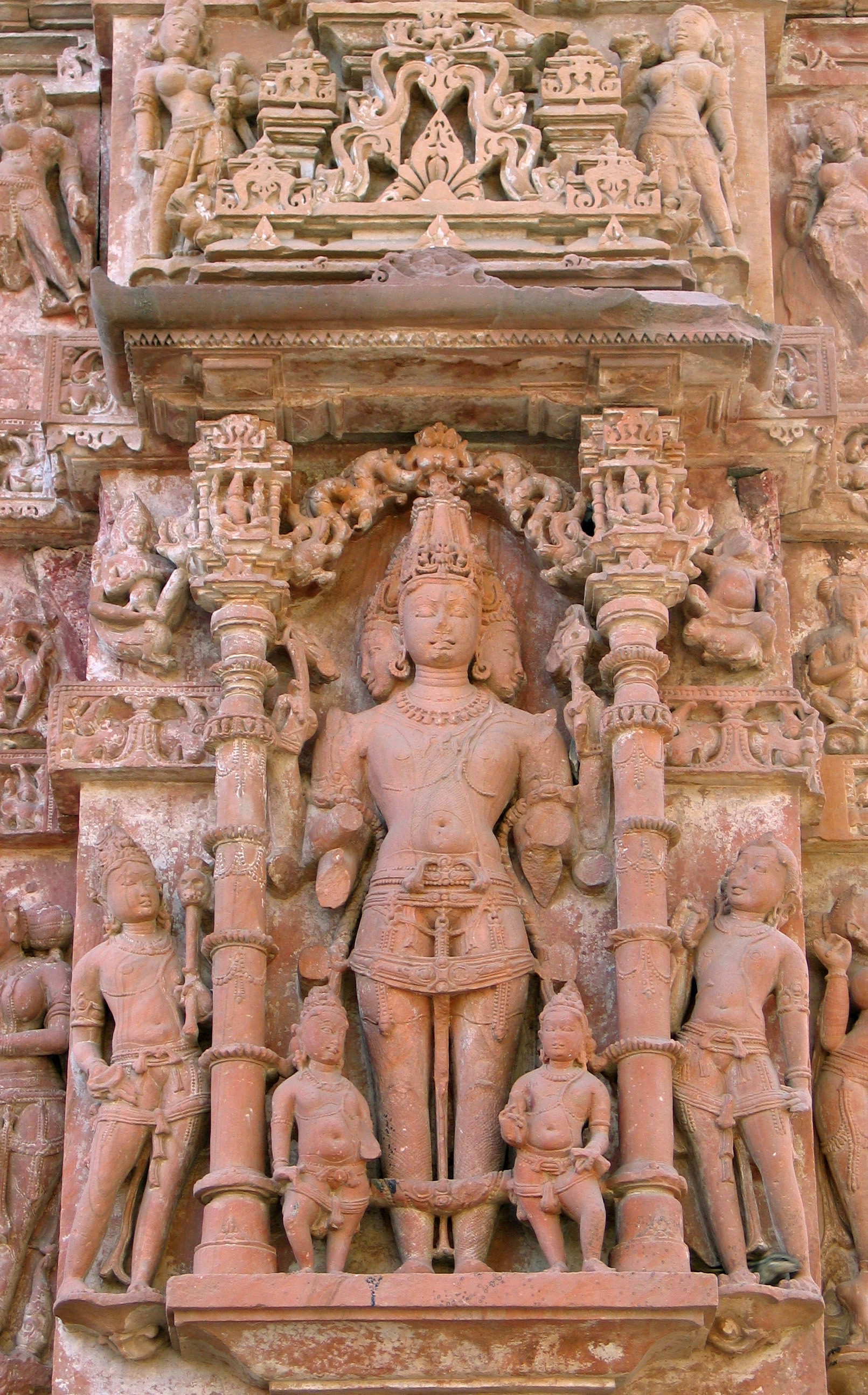
Statue de Sûrya au temple